# Жовтогорлик золотистий
Жовтогорлик золотистий (Geothlypis beldingi) — вид горобцеподібних птахів родини піснярових (Parulidae). Ендемік Мексики.

## Назва
Латинська назва beldingi вшановує американського орнітолога Лаймана Белдінга (1829-1917).

## Поширення
Вид фрагментарно поширений на півдні Каліфорнійського півострова. Середовищем розмноження є прісноводні болота та лагуни, зазвичай з рогозом.

## Опис
Дрібний птах, завдовжки 13-14 см. Є відмінності між статями та віком. Самець має оливковий колір на спині та жовтий на череві, з невеликою кількістю коричневого або вохристого кольору на боках. Має чорну маску з жовтою смугою.
У самиці відсутня маска. Спинна частина, лореаль і вушна зона оливкові. Має блідо-жовті очі та оливково-коричневу надбрівну смугу. Черевні частини жовті, трохи коричневі з боків і білясте черевце. Її дуже важко відрізнити від самиць близьких видів, за винятком унікального поширення.